# Nonvitcha
Nonvitcha (en mina frères unis) est la rencontre culturelle des peuples Xwla et Xwéda des régions côtières du Sud du Bénin, pour célébrer l'unité et la fraternité.
Fondée en 1921 par Adolphe Gnansounou Akpa, Nonvitcha est une association à but non lucratif placée sous le régime de la loi du 1er juillet 1901, avec ses statuts approuvés par arrêté local N°1291/APA du 6 septembre 1933 du gouvernement du Dahomey. Elle a lieu chaque année dans la ville de Grand-Popo  le jour de la fête de Pentecôte et célébrée pour la 1re fois en 1923.

## Histoire

Place Nonvitcha à Grand-Popo

Adolphe Gnansounou Akpa, originaire de Doyi, un petit village de Grand-Popo, effectue en 1919, un long voyage dans plusieurs pays africains dont le Cameroun, le Ghana, le Nigéria et le Togo. Au cours de ce voyage, il constate le manque d'unité entre les peuples Xwla et Xwéda, et décide de créer Nonvitcha, pour promouvoir l'unité et la fraternité entre ces communautés.

## Objectifs
les Objectifs de Nonvitcha sont:
- Entretenir resserrer les liens naturels de fraternité et de solidarité entre les Xwla et les Xwéda;
- Faire revivre les valeurs spirituelles, artistiques, folkloriques et historiques propres aux deux communautés sœurs.
- Définir et réaliser un programme de développement économique, social et culturel pouvant assurer un progrès réel de la population dans tous les secteurs.

## Célébration
Célébrée pour la 1re fois en 1923, Nonvitcha a lieu tous les ans. Elle est organisée par l'association à but non lucratif du même nom, Nonvitcha, enregistrée en 1933.
À chaque édition de Nonvitcha, cette association fait des actions de développement en construisant des écoles, des centres de santé et des laboratoires dans des lycées et collèges.
À Pentecôte, tous les filles et fils Xwla et Xwéda du Bénin et de la  dispora se retrouvent à Grand-Popo, pour fêter le Nonvitcha. Des activités culturelles, sportives, ludiques et touristiques sont organisées et une grande messe d'action de grâce est célébrée sur la place Nonvitcha, par l'évêque du diocèse de Lokossa. Au fil du temps, Nonvitcha est organisée dans d'autres régions du Bénin.

## Galerie

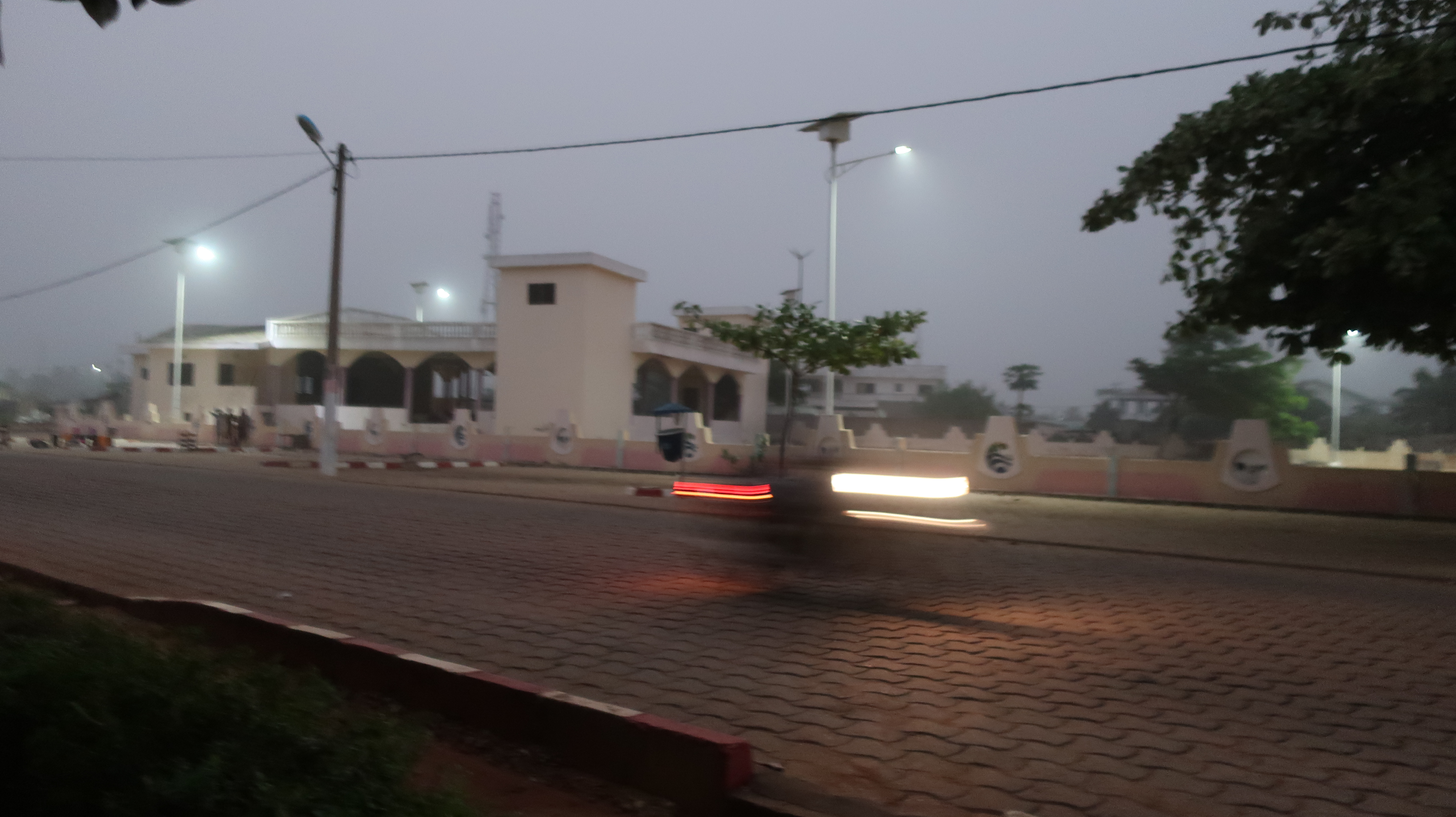
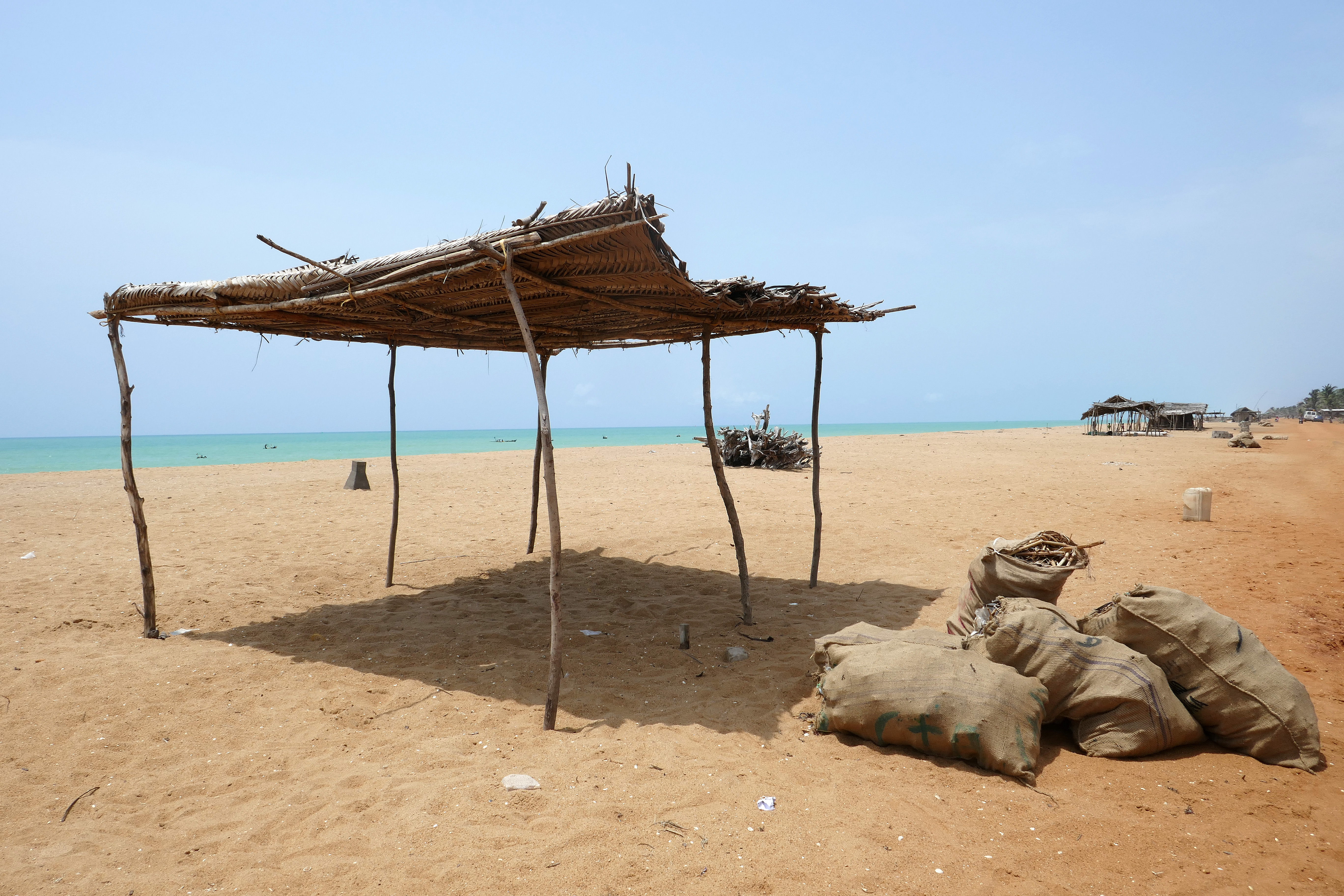
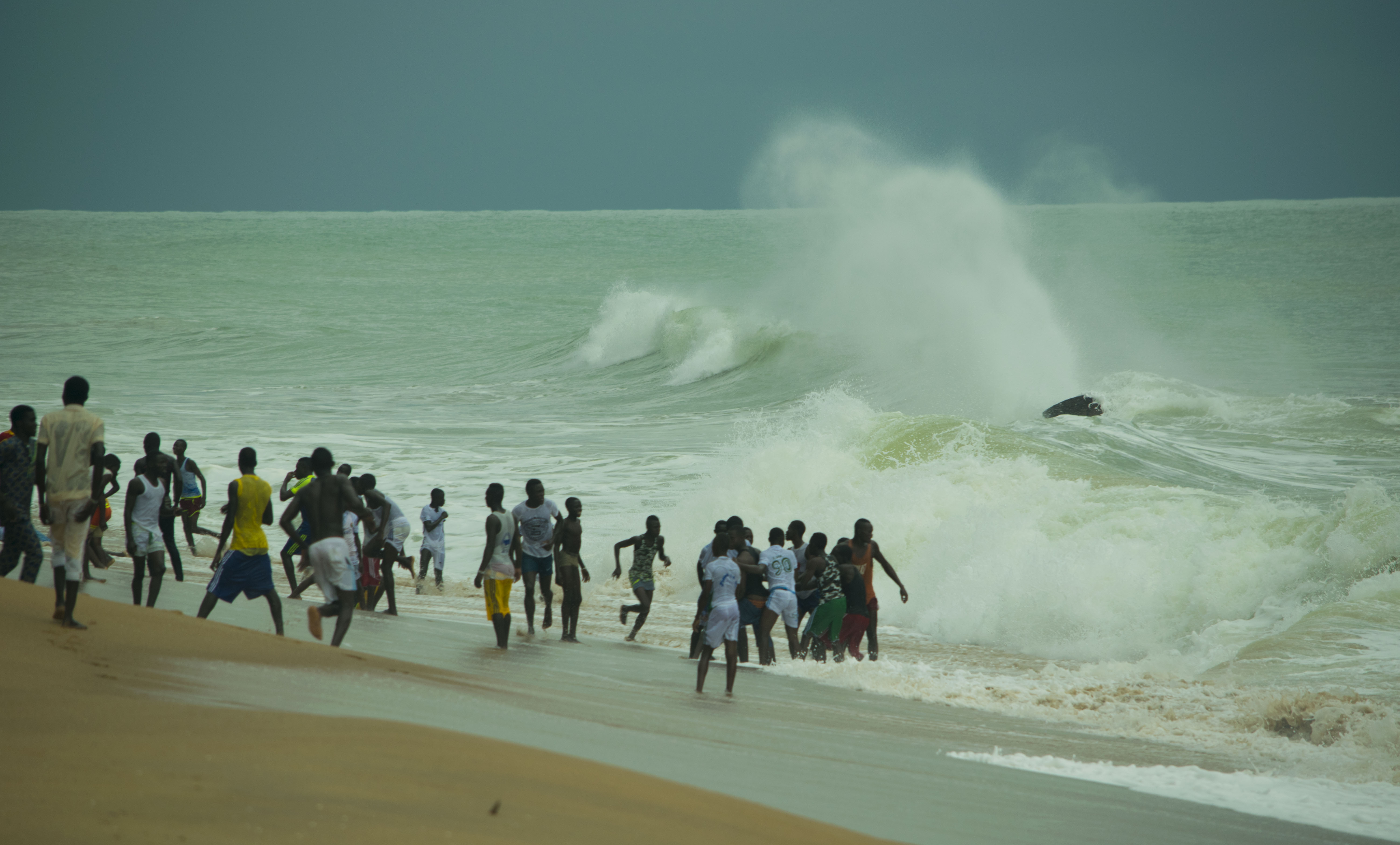